# Julio Macat
Julio Guillermo Macat (20 de junio de 1957) es un director de fotografía argentinoestadounidense. Es conocido por haber sido el director de fotografía de las tres primeras entregas de la franquicia Home Alone.

## Vida y carrera
Nacido en Rosario (Argentina), de ascendencia italiana, Macat estudió en la Universidad de California en Los Ángeles.
En 1983, trabajó como asistente de Mario Tosi, quien influenció su carrera posterior.
Comenzó su carrera como operador de cámara, bajo la dirección del director Andrei Konchalovsky, y trabajó en cuatro de sus películas, entre ellas Runaway Train y Tango y Cash.
Trabajó como director de fotografía en la comedia navideña de 1990 Home Alone y sus secuelas Home Alone 2: Lost in New York y Home Alone 3. Trabajó con frecuencia en producciones dirigidas por Tom Shadyac y Adam Shankman, como Ace Ventura, El profesor chiflado, The Wedding Planner, A Walk to Remember y Bringing Down the House. Para crear una estética «muy exuberante y muy rica» en Wedding Crashers, se inspiró una de sus comedias favoritas, Being There.
Está casado con la actriz Elizabeth Perkins desde el año 2000, habiéndose conocido durante la producción de Miracle on 34th Street.